# Aplopsis hamilla
Aplopsis hamilla är en skalbaggsart som beskrevs av Britton 1957. Aplopsis hamilla ingår i släktet Aplopsis och familjen Melolonthidae. Inga underarter finns listade i Catalogue of Life.